# FORMA Centro Internazionale di Fotografia
Das FORMA – Centro Internazionale di Fotografia ist ein Museum und eine Galerie für zeitgenössische Fotografie in Mailand. Es wurde 2005 von Fotospazio gegründet, einer Kooperation der Fondazione Corriere della Sera und der Fotoagentur Contrasto. Das für die Ausstellungen genutzte Gebäude, ein historisches ehemaliges Trambahn-Kontor in Porta Ticinese (Mailand), wurde von der Mailänder Transportbehörde ATM (Azienda Trasporti Milanesi) bereitgestellt. In den großflächigen Räumen finden neben den zahlreichen bedeutenden fotografischen Ausstellungen auch Filmvorführungen, Vorträge und andere Informationsveranstaltungen zur Fotokunst statt. Das Konzept eines „Hauses der Fotografie“ geht damit über ein reines Museum hinaus und entspricht dem des International Center of Photography in New York.
Die Präsentationen und Aktionen gliedern sich vornehmlich in drei Themenbereiche:

## Geschichte der Fotografie
In dieser Sektion werden die wichtigsten Fotografen des 20. Jahrhunderts und ihre bedeutendsten Werke vorgestellt, um dem Publikum die entscheidenden Entwicklungen auf dem Gebiet der Fotografie, auch in Verbindung zum Journalismus, nahezubringen. Das Angebot richtet sich vor allem an Schulen, interessierte Amateure und Studenten der Fotografie.

## Meister der Fotografie
Eine jährliche Sonderausstellung, die vor allem bekannten italienischen Fotografen, wie etwa Mimmo Jodice, gewidmet ist, aber auch die wichtigsten internationalen, zeitgenössischen Künstler des Genres abdeckt. 2007 war die Hauptausstellung dem Werk von Henri Cartier-Bresson gewidmet, andere präsentierte Künstler waren z. B. Sebastião Salgado, Peter Lindbergh oder Martin Parr.

## Meister der Modefotografie und Porträts
Dieser Teil des Programms beschäftigt sich mit dem Teilgebiet der Modefotografie und kontemporärer Porträtfotografie, wobei auch die kommerzielle Nutzung des Mediums besondere Betonung erfährt.